# Bonnefantenmuseum
Bonnefantenmuseum je muzeum výtvarného umění v nizozemském městě Maastricht.

## Historie
Muzeum navazuje na archeologickou sbírku, založenou roku 1863 a v roce 1884 zpřístupněnou veřejnosti. Od roku 1951 sídlilo v bývalém klášteře Bonnefantenklooster (Klášter hodných dětí), podle něhož dostalo název. V roce 1995 se přesunulo do budovy ve čtvrti Céramique, kterou navrhl italský architekt Aldo Rossi. Charakteristickou dominantou areálu s půdorysem písmene E je věž vysoká 28 metrů ve tvaru rakety. Od roku 1999 se muzeum zaměřilo výhradně na výtvarná díla. Ředitelem je od roku 2012 Stijn Huijts.   
V muzeu je možno vidět středověké dřevěné sochy Jana van Steffeswerta a mistra z Elsloo, obrazy Jacopa del Casentina, Andrey Vanniho a Lucase Cranacha staršího a rozsáhlou kolekci starých vlámských mistrů jako jsou Jacob Jordaens, Colijn de Coter, Pieter Aertsen, Jan Siberechts a Peter Paul Rubens. Ve sbírkách se nacházejí také díla modernistů jako Constant Permeke, James Ensor a Pierre Kemp, představitele „limburské školy“ Charlese Eycka nebo fotografa architektury Wernera Mantze. Výrazně jsou zastoupeni pováleční umělci, např. Sol LeWitt, Joseph Beuys, Robert Mangold, Hugo Debaere, Antonio Saura, Barry Flanagan, Helen Verhoevenová, videoartista David Claerbout, představitelé arte povera nebo skupina CoBrA. Jednou za dva roky zde vystavuje vítěz soutěže BACA Award.

### Galerie

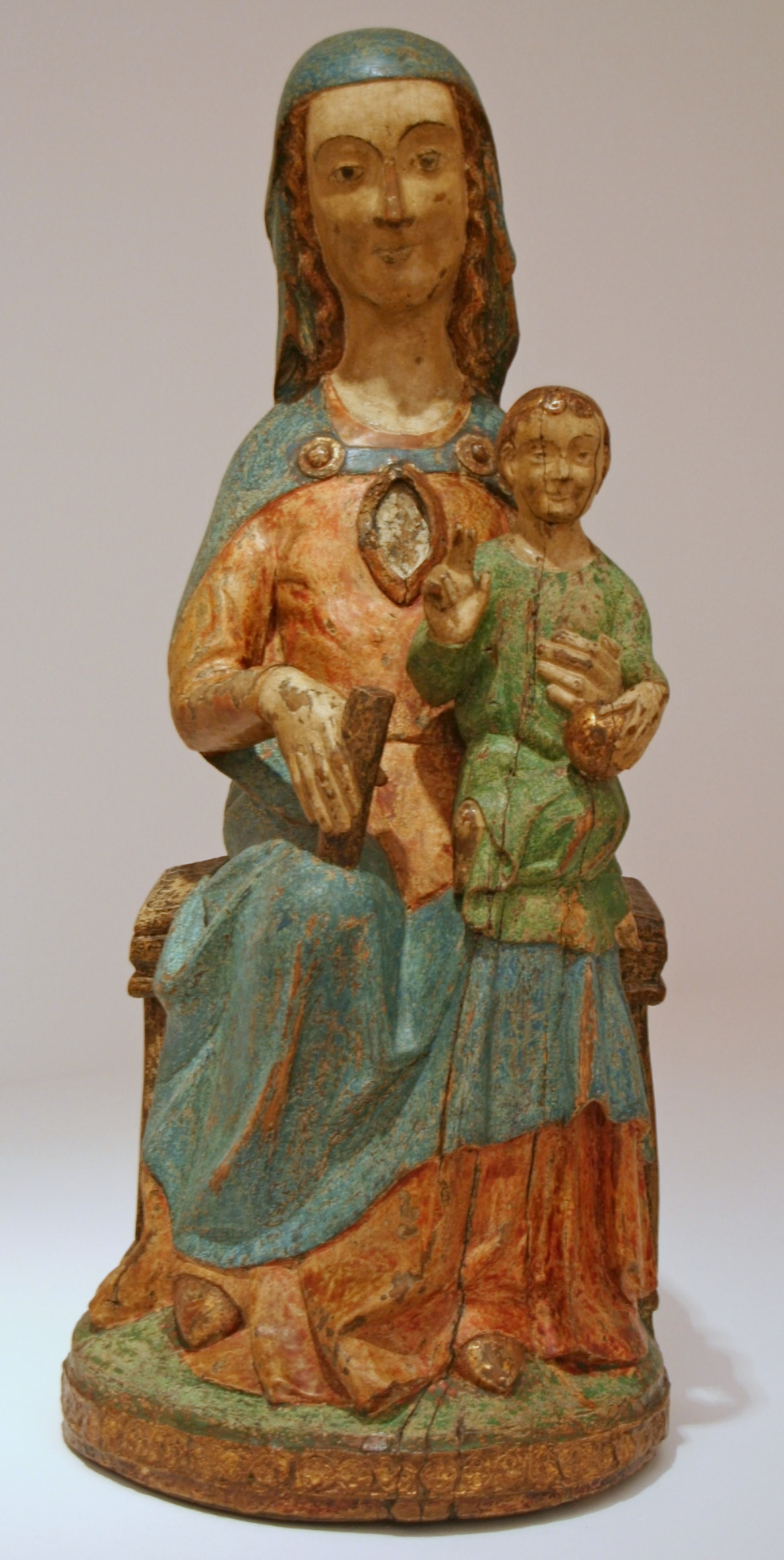
Sedes Sapientiae (neznámý autor)
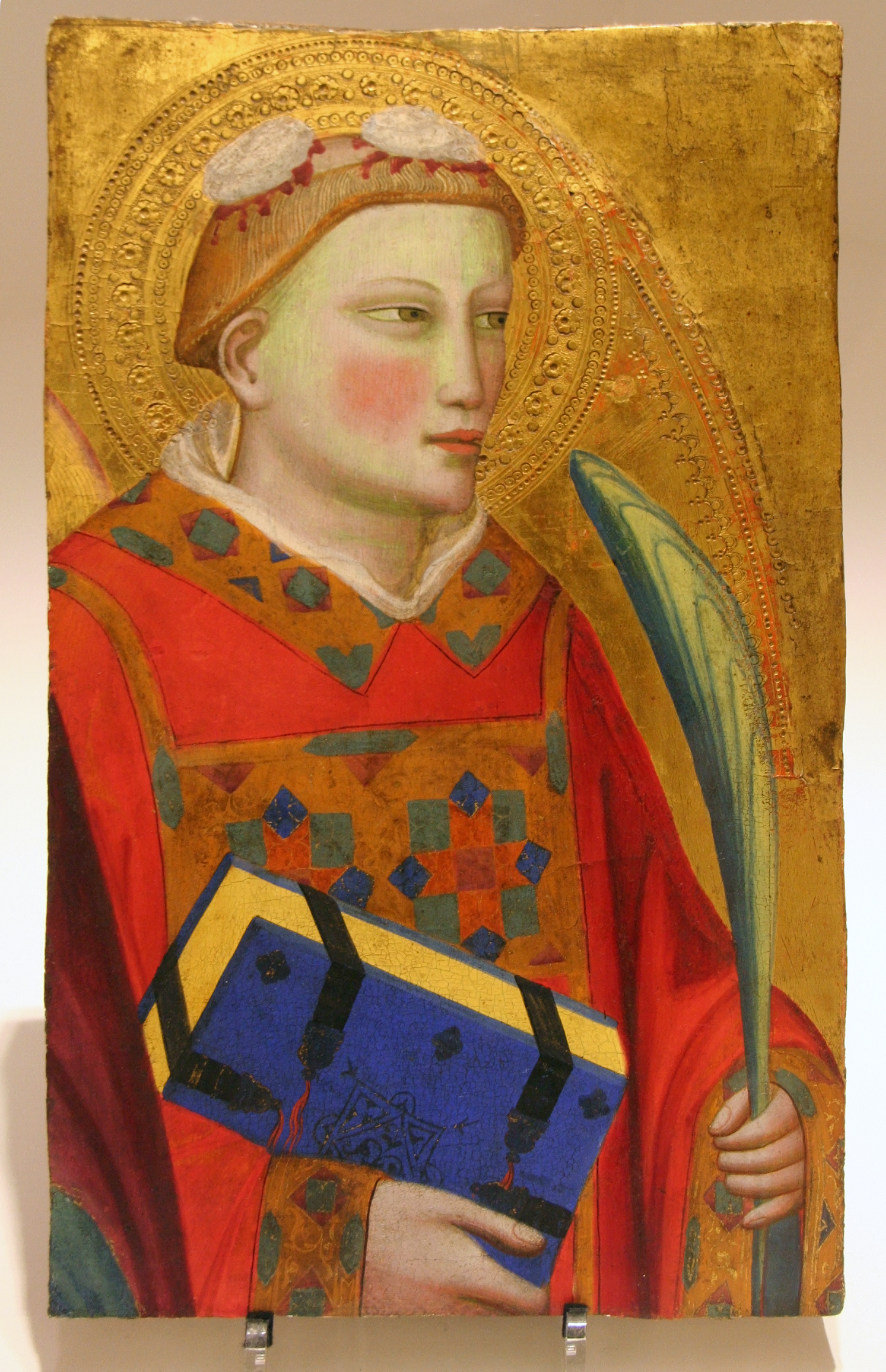
Svatý Štěpán (Giovanni del Biondo)
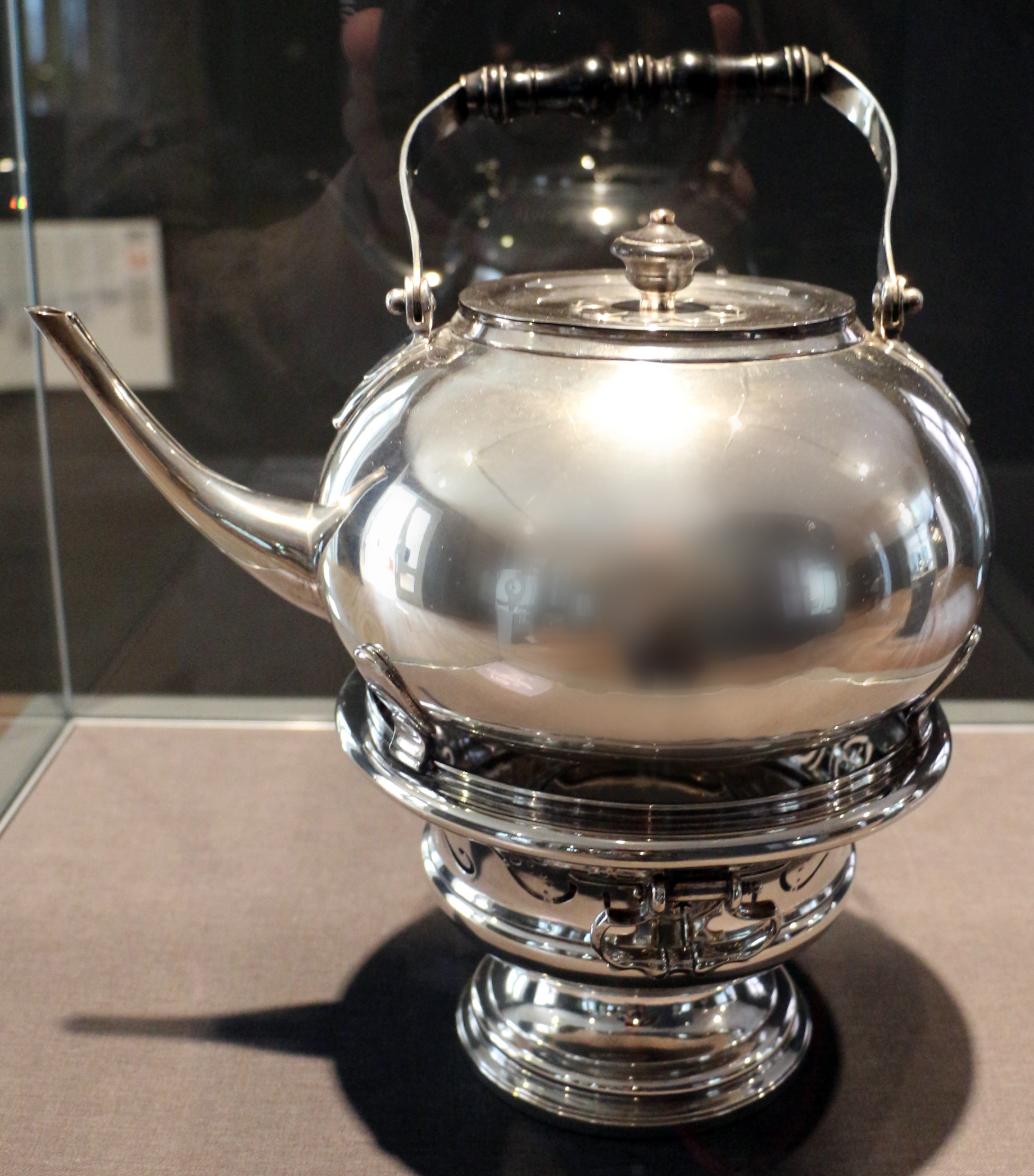
Čajová konvice (Jan van Gendt)
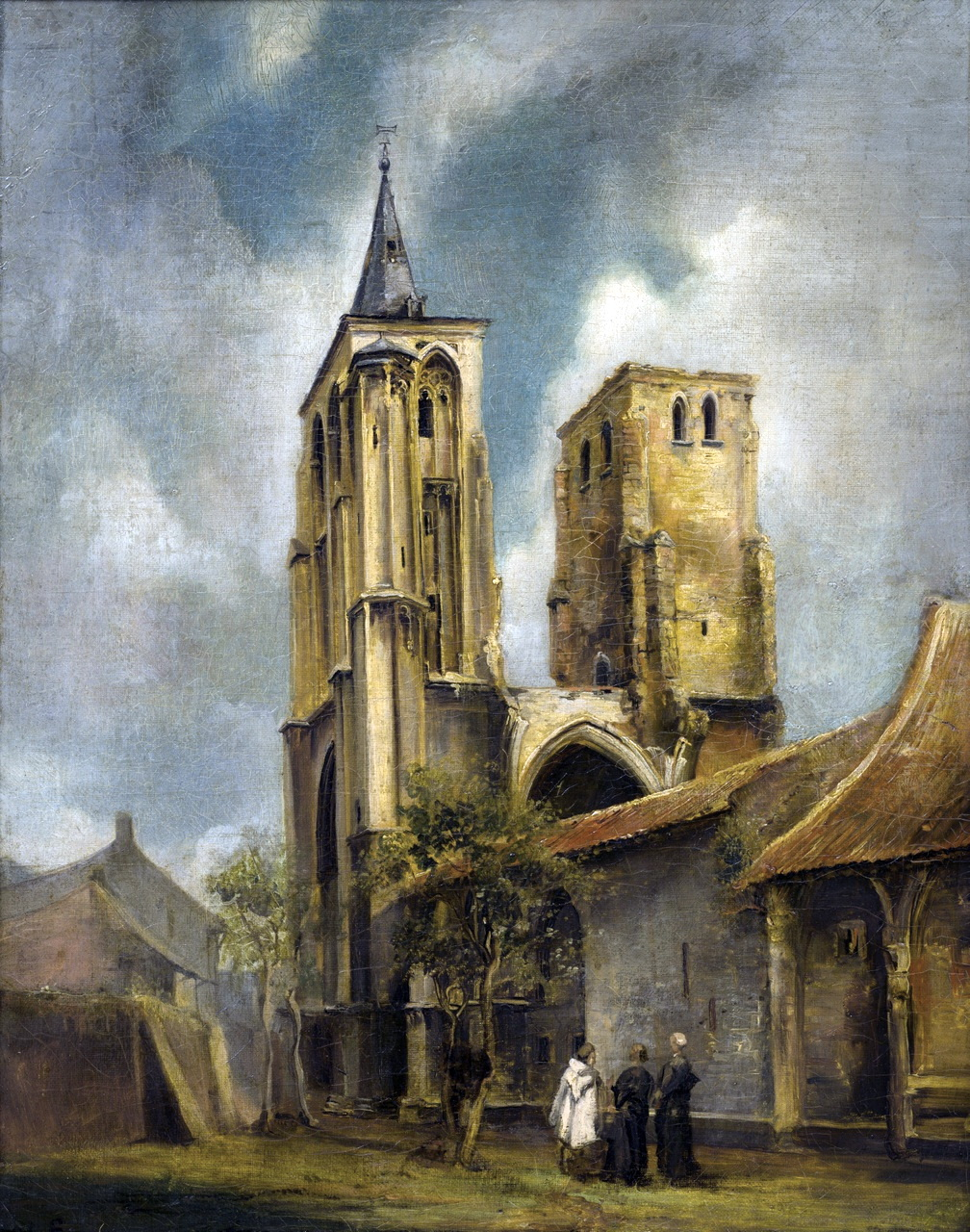
Kostel sv. Antonína v Maastrichtu (Alexander Schaepkens)
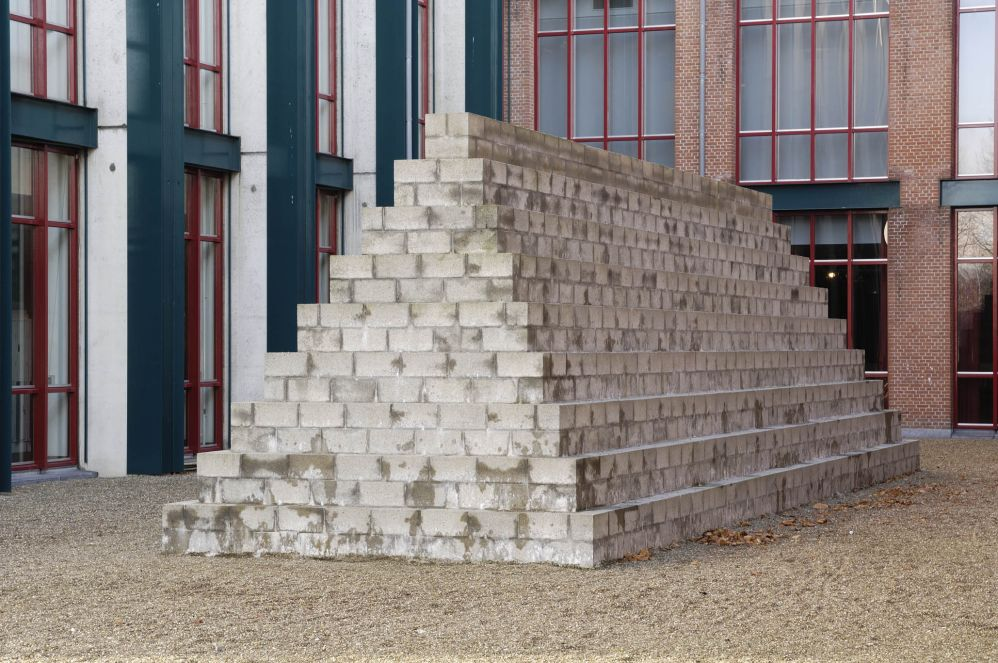
Dlouhá pyramida (Sol LeWitt)
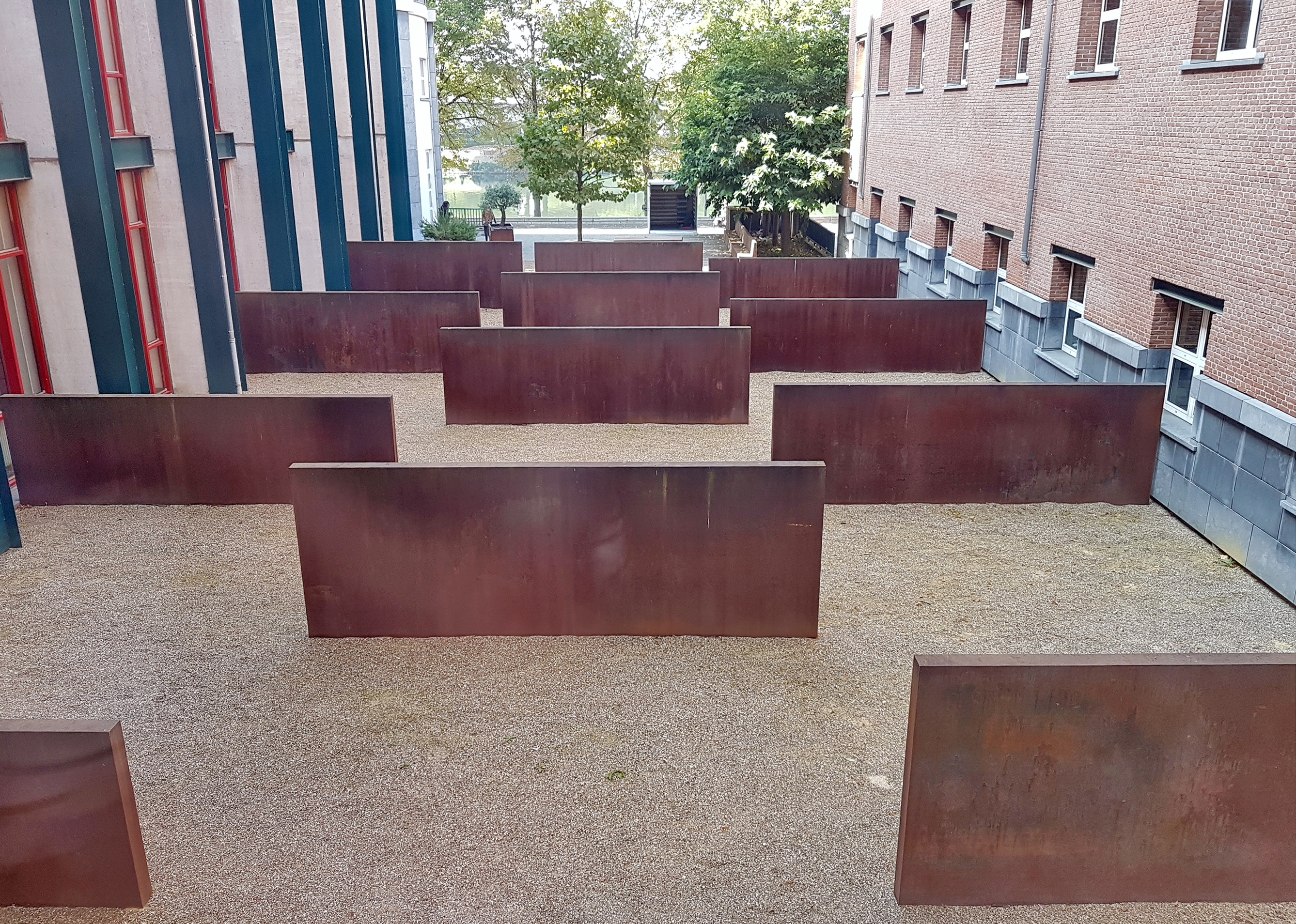
Hodiny dne (Richard Serra)